# Ella D. Barrier

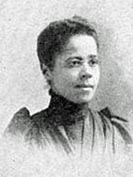
Ella D. Barrier, vor 1902

Ella D. Barrier (* 1852 in Brockport, New York; † 9. Februar 1945 ebenda) war eine US-amerikanische afroamerikanische Erzieherin und Protagonistin des Woman's club movement. Ihre jüngere Schwester war Fannie Barrier Williams.

## Leben
Ella (oder Ellen) Barrier wurde als Tochter von Anthony J. Barrier, einem Barbier, und Harriet A. Prince Barrier geboren. Beide Eltern stammten aus dem Norden der Vereinigten Staaten. Ihre jüngere Schwester war Fannie Barrier Williams. Barrier machte 1871 ihren Abschluss an der Brockport Normal and Training School und ließ sich zur Lehrerin ausbilden.
Ella Barrier wurde 1875 als Lehrerin an den segregated Schulen in Washington, D.C. eingestellt. Sie blieb mehr als vierzig Jahre lang in Washington und arbeitete als Lehrerin, Schuldirektorin und im Woman's club movement. Barrier half beim Aufbau des Washingtoner Zweigs des Young Women’s Christian Association. Im Jahr 1891 unterrichtete sie im Rahmen eines Lehreraustauschprojekts in Toronto. Im Jahr 1900 reisten sie und ihre Schwester als Vertreterinnen der Afroamerikanerinnen zur Pariser Weltausstellung und zur Ersten Pan-Afrikanischen Konferenz in London, wo sie zu einer Delegation gehörten, der auch Anna J. Cooper und W. E. B. Du Bois angehörten. Sie war zudem in der Colored Women's League in Washington aktiv.
Barrier und ihre Schwester Fannie Williams lebten in ihren letzten Lebensjahren gemeinsam in Brockport. Williams starb 1944, Barrier ein Jahr später 1945 im Alter von 92 Jahren. Die Schwestern sind auf dem Brockport Cemetery beigesetzt.